# 썸바이벌 1+1
《썸바이벌 1+1》은 KBS 2TV에서 방송된 텔레비전 프로그램이며 2019년 6월 26일부터 2019년 11월 20일까지 방영되었다.

## 참고 사항
한편, KBS 예능본부는 해당 프로그램에 앞서 토요일 밤 9시 15분에 방송된 배틀 트립을 수요일 심야 시간으로 이동시키면서 배틀 트립 자리에 사장님 귀는 당나귀 귀를 내보낼 예정이었지만 이런저런 사정 때문에 불발됐으며 결국 사장님 귀는 당나귀 귀는 멤버들의 불미스러운 일로 방영이 중단된 1박 2일 자리에 대체 편성됐다.

## 개요
썸도 타고 장도 보는 신개념 썸바이벌 프로그램. 2030 청춘남녀의 마트 로맨스가 시작된다. 취향이 같아야 살아남는 1+1 마트 썸바이벌.

## 역대출연자
| 출연진 및 패널             | 방송 기간                         | 방송 회차 |
| -------------------------- | --------------------------------- | --------- |
| 소유, 김희철, 이수근, 피오 | 2019년 6월 26일 ~2019년 11월 20일 | 1 ~13     |

## 결방 사유
- 7월 24일 : 덕화다방 재방송 편성으로 결방.
- 10월 23일 : 스페셜 방송 편성으로 결방.

## 시청률

### 2019년
| 회차 | 방송일           | AGB 시청률     |
| 회차 | 방송일           | 대한민국(전국) |
| ---- | ---------------- | -------------- |
| 1    | 2019년 6월 26일  | 1.3%           |
| 1    | 2019년 6월 26일  | 0.9%           |
| 2    | 2019년 7월 3일   | 1.3%           |
| 2    | 2019년 7월 3일   | 0.8%           |
| 3    | 2019년 7월 10일  | 1.3%           |
| 3    | 2019년 7월 10일  | 1.1%           |
| 4    | 2019년 7월 17일  | 1.1%           |
| 4    | 2019년 7월 17일  | 0.7%           |
| 5    | 2019년 7월 31일  | 1.0%           |
| 5    | 2019년 7월 31일  | 0.6%           |
| 6    | 2019년 8월 7일   | 0.7%           |
| 6    | 2019년 8월 7일   | 0.6%           |
| 7    | 2019년 8월 14일  | 0.9%           |
| 7    | 2019년 8월 14일  | 0.8%           |
| 8    | 2019년 8월 21일  | 0.9%           |
| 8    | 2019년 8월 21일  | 0.7%           |
| 9    | 2019년 8월 28일  | 0.8%           |
| 9    | 2019년 8월 28일  | 0.6%           |
| 10   | 2019년 9월 4일   | 1.0%           |
| 10   | 2019년 9월 4일   | 0.6%           |
| 11   | 2019년 9월 11일  | 1.1%           |
| 11   | 2019년 9월 11일  | 1.1%           |
| 12   | 2019년 9월 18일  | 1.3%           |
| 12   | 2019년 9월 18일  | 0.9%           |
| 13   | 2019년 9월 25일  | 1.6%           |
| 13   | 2019년 9월 25일  | 1.0%           |
| 14   | 2019년 10월 2일  | 1.5%           |
| 14   | 2019년 10월 2일  | 1.1%           |
| 15   | 2019년 10월 9일  | 2.0%           |
| 15   | 2019년 10월 9일  | 1.5%           |
| 16   | 2019년 10월 16일 | 1.9%           |
| 16   | 2019년 10월 16일 | 1.2%           |
| 17   | 2019년 10월 30일 | 2.0%           |
| 17   | 2019년 10월 30일 | 1.4%           |
| 18   | 2019년 11월 6일  | 2.0%           |
| 18   | 2019년 11월 6일  | 1.3%           |
| 19   | 2019년 11월 13일 | 2.8%           |
| 19   | 2019년 11월 13일 | 1.8%           |
| 20   | 2019년 11월 20일 | 2.3%           |
| 20   | 2019년 11월 20일 | 1.2%           |